# Konibodom
Konibodom (tadschikisch Конибодом; russisch Канибадам, Kanibadam) ist eine Stadt und der Hauptort des gleichnamigen Distrikts in der Provinz Sughd im Norden Tadschikistans. In der im fruchtbaren Ferghanatal liegenden Stadt leben neben Tadschiken Minderheiten von Usbeken, Russen und Kirgisen. Verkehrssprachen sind Tadschikisch, Usbekisch und Russisch. Im Jahr 2000 hatte die Konibodom 45.000 Einwohner. Die Stadtfläche beträgt 828,9 km².

## Lage und Klima

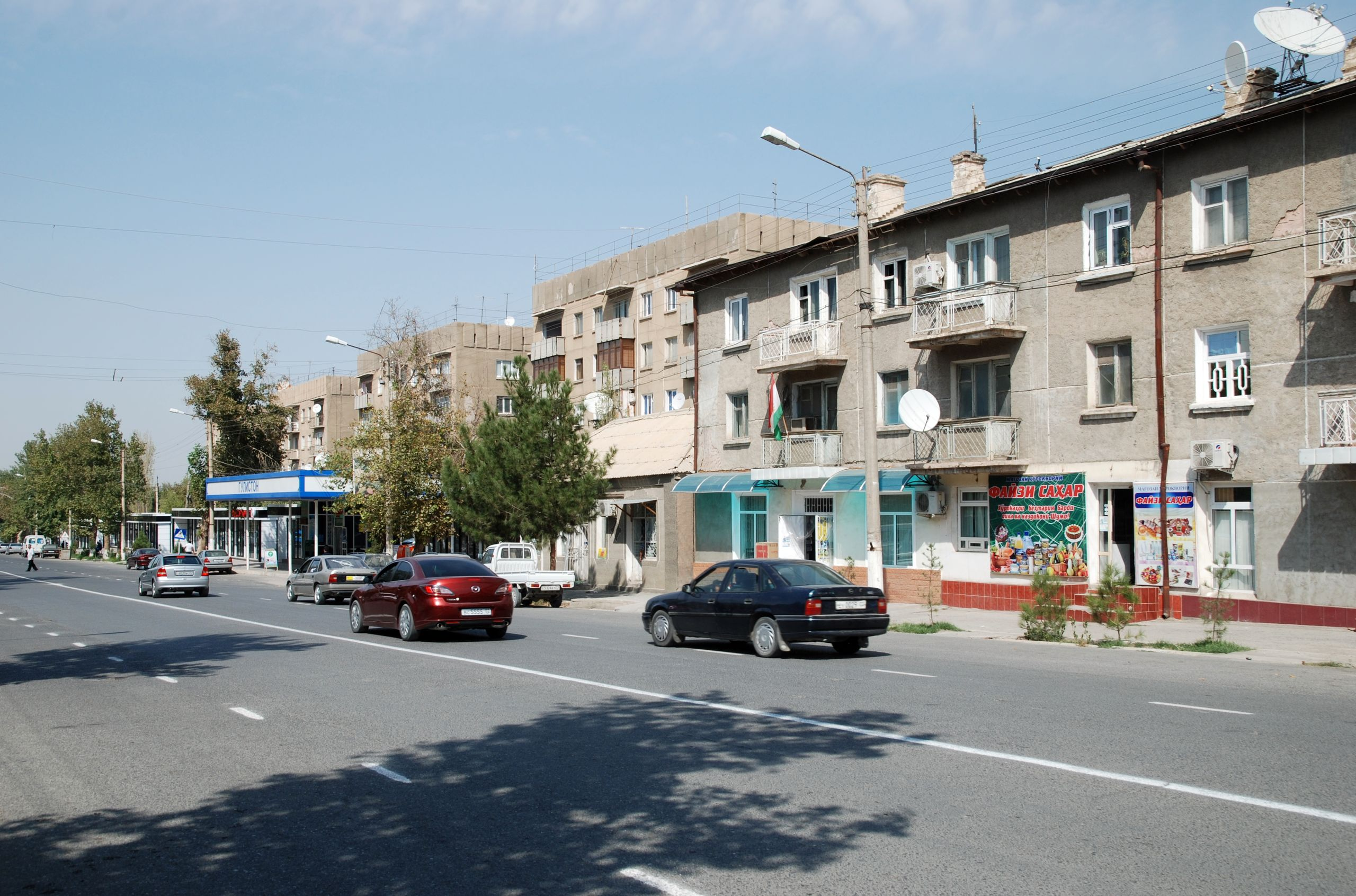
Lenin-Straße im Süden

Die Stadt Konibodom liegt im südwestlichen Teil des Ferghanatales auf einer Höhe von rund 400 Metern gut zehn Kilometer vom Ostende des vom Syrdarja gespeisten Kairakkum-Stausees entfernt, der ebenso wie der mitten durch das Stadtgebiet fließende Große Ferghanakanal zur Feldbewässerung dient. Etwa zehn Kilometer östlich der Stadt verläuft die Grenze zu Usbekistan. Der Grenzübergang an der Schnellstraße A 376 nach Qoʻqon (Kokand) befindet sich beim Dorf Patar. Eine gute Asphaltstraße verbindet Konibodom mit der 79 Kilometer westlich gelegenen Provinzhauptstadt Chudschand. Nach Isfara führt eine 28 Kilometer lange direkte Straße mit gutem Asphaltbelag und eine mehrere Dörfer an der usbekischen Grenze verbindende längere Straße. Die Bahnstation liegt sechs Kilometer nördlich des Stadtzentrums. Zweimal wöchentlich verkehren Züge auf dieser Strecke in beiden Richtungen.
Der Distrikt (Nohiya) Konibodom grenzt im Norden an den Distrikt Ascht, im Nordosten an Usbekistan, im Südosten an den Distrikt Isfara, im Süden an Kirgisistan und im Westen an den Distrikt Ghafurow.
Das Klima ist ein sommertrockenes Kontinentalklima; die Jahresdurchschnittstemperatur liegt bei 14,4 °C. Im Sommer wird es bis zu 45 °C heiß, im Winter (Anfang November bis Ende März) werden bis −28 °C erreicht. Die Durchschnittstemperatur im Januar beträgt −2 °C und im Juli 28 °C. In einem Jahr fallen im Mittel 80 Millimeter Niederschlag.

## Geschichte

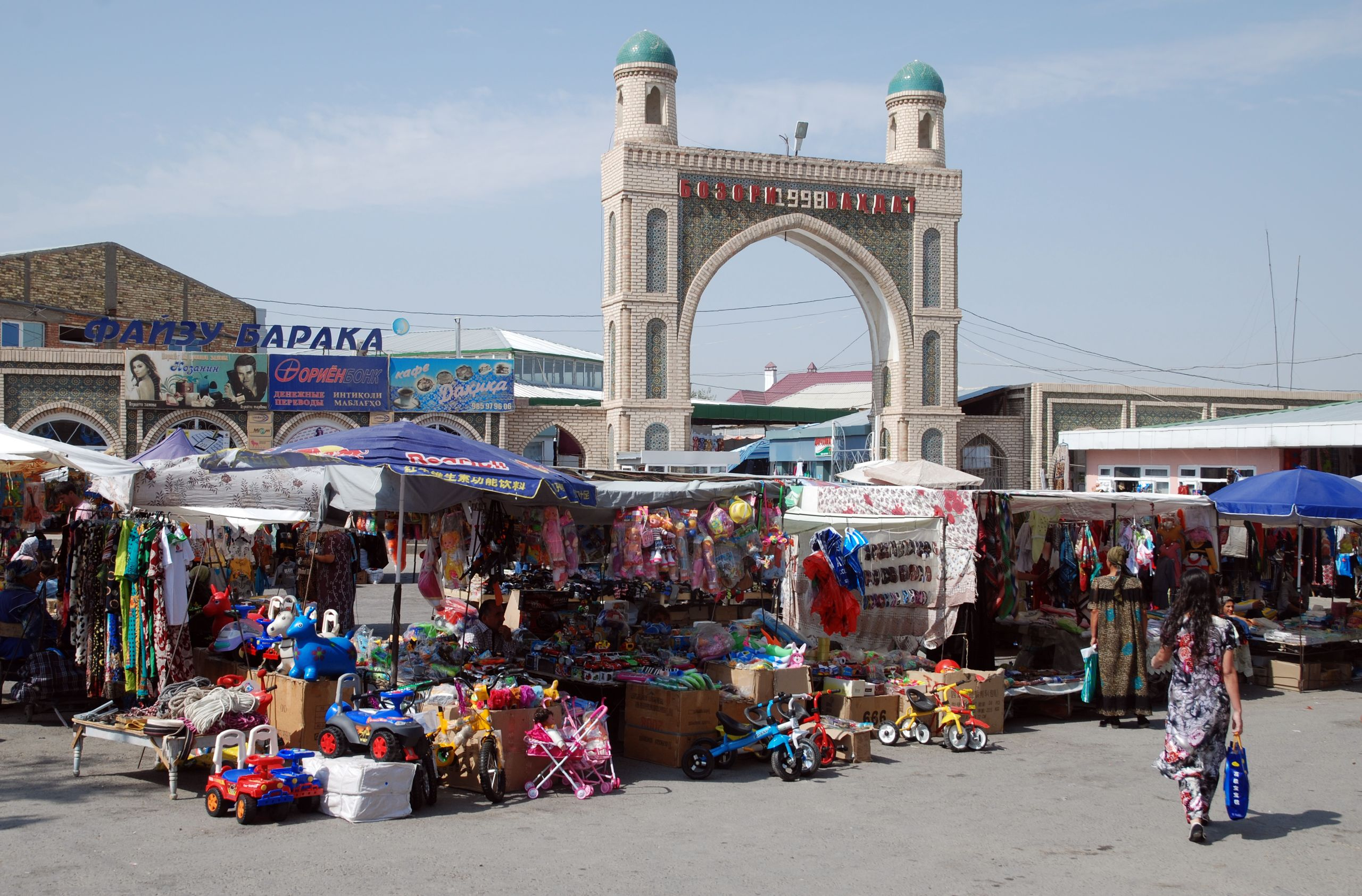
Eingang zum Markt

Unter seinem früheren Namen Kond (Kend) ist der Ort seit dem 9. Jahrhundert bekannt und gehörte zu dieser Zeit zum Reich der Samaniden. Er lag an einer von mehreren Routen der Seidenstraße, die von Chudschand nach Osten über Margʻilon nach China führten. Konibodom wurde urkundlich zum ersten Mal 1463 erwähnt. Der Name bedeutet „Stadt der Mandeln“ und bezieht sich auf die früher in der Umgebung wachsenden Mandelbäume. 1842 litt Kanibodom unter den Gefechten zwischen Nasrullah Khan, dem Emir von Buchara (reg. 1827–1860) und dem in das Emirat eindringenden Khan Madali des Khanats von Kokand (reg. 1821–1842), bei denen Tausende starben. Zu einer weiteren Schlacht kam es 1875 in Mahram, westlich der Stadt an der Straße nach Chudschand, als 10.000 aufständische Angreifer aus Kokand von den Einheiten des russischen Generals Konstantin Petrowitsch von Kaufmann besiegt wurden. Bei diesem Kampf verloren rund 2000 Tadschiken, Usbeken und Kirgisen ihr Leben. Anschließend eroberten die Russen noch im selben Jahr Kanibodom.
Die Stadt erlebte als Teil von Russisch-Turkestan einen raschen wirtschaftlichen Aufschwung. 1905 wurde eine russische Schule eröffnet, bald danach eine Bahnstation. Seit 1899 verband eine Bahnlinie längs durch das Ferghanatal Samarkand mit Osch. Zur Verarbeitung der Erdölvorkommen, die nahe Konibodom und Isfara gefördert wurden, richtete die „Zentralasiatische Ölgesellschaft“ (Sredneaziatskoye Neftianoe Tovarischestvo, SANTO) eine Raffinerie ein. 1917 waren in den SANTA-Ölfeldern 1050 russische Arbeiter und Ingenieure beschäftigt. Ab 1918 gehörte das Ferghanatal zur Autonomen Sowjetrepublik Turkestan. 1924 wurde der Distrikt Konibodom zunächst der Provinz Kokand der Usbekischen Sozialistischen Sowjetrepublik zugeschlagen. Im April 1925 erhielt der Distrikt Konibodom eine gewisse Autonomie, bevor er 1929 zusammen mit anderen Gebieten des Ferghanatals in die Tadschikische Sozialistische Sowjetrepublik eingegliedert wurde. Die Aufstandsbewegung der zentralasiatischen Basmatschi, die sich während der Oktoberrevolution gegen die russischen Bolschewiki gerichtet hatte, war 1925 weitgehend zerschlagen. Die durch die Unruhen am Boden liegende Landwirtschaft wurde Ende der 1920er Jahre mit der Einführung von Kolchosen für den Baumwolle- und Getreideanbau neu organisiert. 1929 begannen Dieselgeneratoren für Konibodom und das SANTO-Ölfeld elektrischen Strom zu produzieren. Seit 1937 hat Konibodom Stadtrechte. 1959 wurde das Konibodom Technologie-Institut eröffnet, danach 1963 die Technische Schule von Ura-Tjube (Istarawschan). Ab 1970 gab es Aufführungen in einem neu erbauten Musik- und Drama-Theater.

## Stadtbild

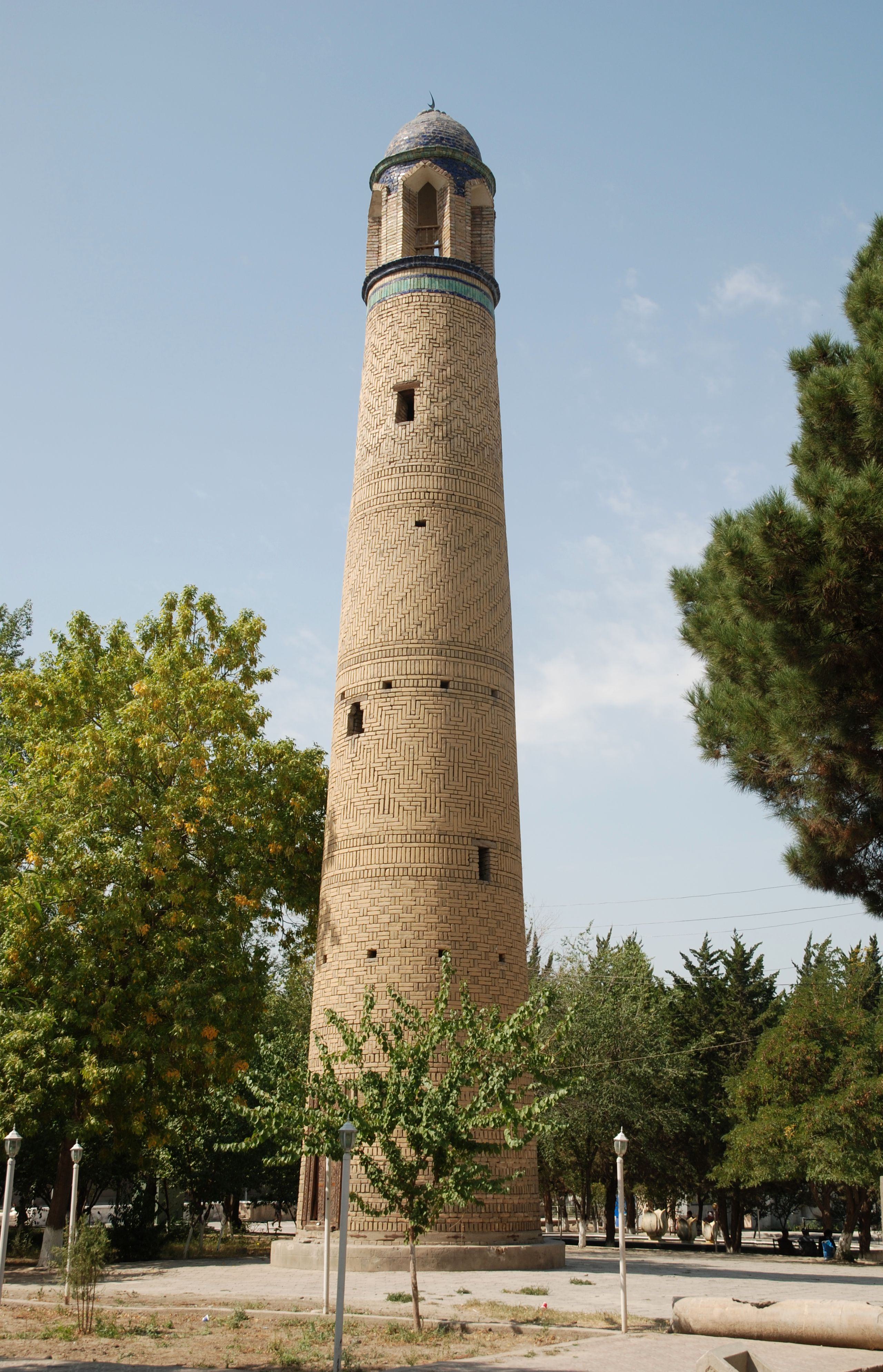
Freistehendes Ziegelminarett, Anfang 20. Jahrhundert, mit einer Ziegelmustersammlung im Stil von Buchara.

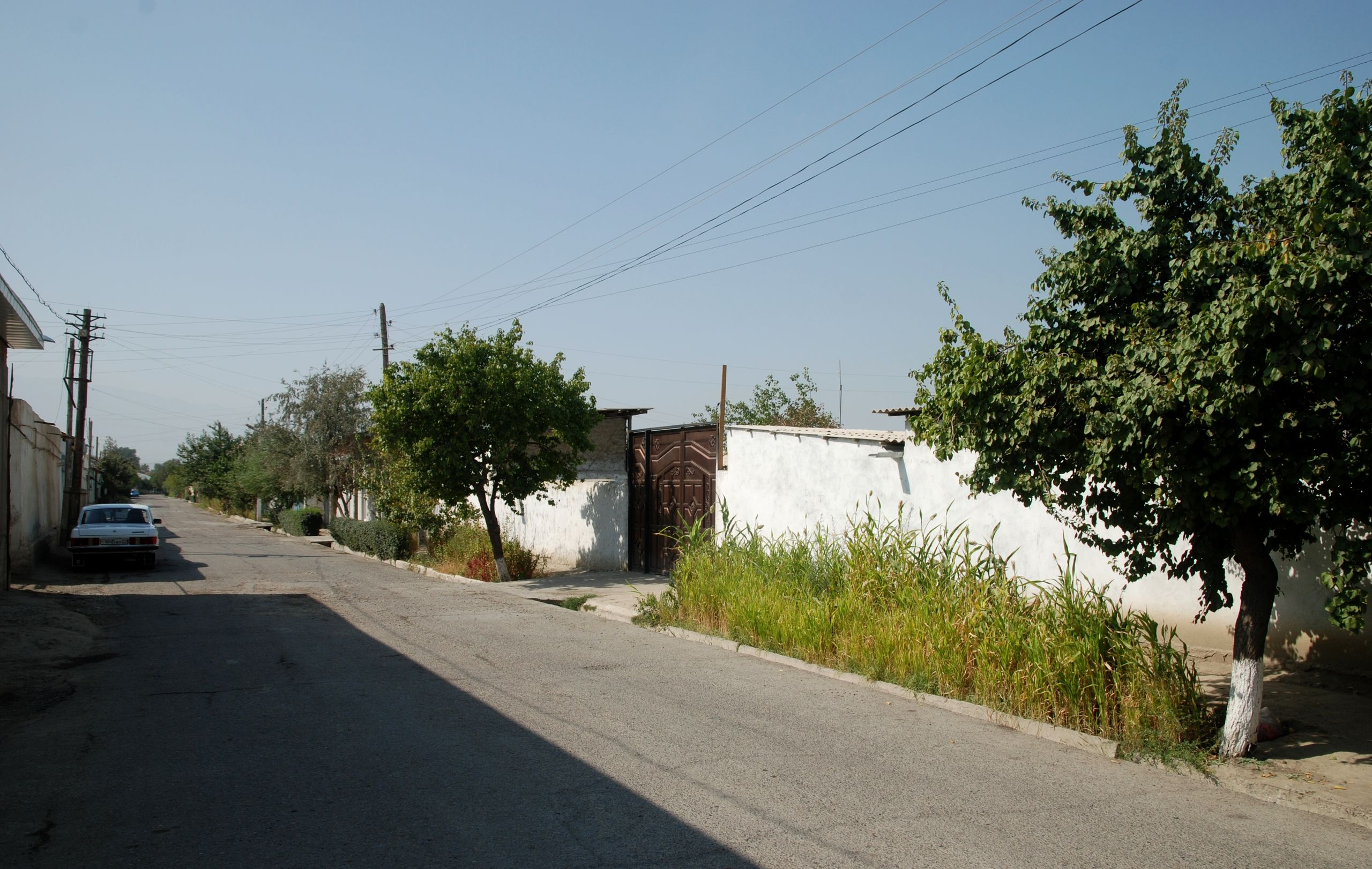
Die bebaute Stadtfläche besteht überwiegend aus Häusern mit Innenhöfen, die an allen Seiten von einer Mauer umgeben sind.

Der größte Teil der annähernd kreisförmigen, aber locker bebauten Siedlungsfläche wird von eingeschossigen Wohnhäusern mit Innenhöfen gebildet, die in Tadschikistan für die Altstadtviertel der Städte (Mahalla) und für die Dörfer (Kischlak) charakteristisch sind. Sie sind durch ein unregelmäßiges Straßen- und Wegenetz erschlossen. Größere Wohn- und Geschäftshäuser reihen sich entlang der von Nordwesten nach Südosten verlaufenden zentralen Lenin-Straße. Die von Chudschand zur usbekischen Grenze führende Straße A 376 umgeht den südlichen Stadtrand und macht einen Bogen, bevor sie in nördlicher Richtung als Aini-Straße (ulitza Aini) parallel zur Lenin-Straße am Stadtzentrum im Osten vorbeiführt. Die Haltestelle für Minibusse (Marschrutkas), die in die umliegenden Städte und Dörfer fahren, befindet sich an der Umgehungsstraße etwa zwei Kilometer südlich des Stadtzentrums entlang der Lenin-Straße. Hier am südlichen Stadtrand stehen einige große sowjetische Wohnblocks auf freiem Feld, die sich von der ansonsten teppichartigen niedrigen Bauweise deutlich abheben.

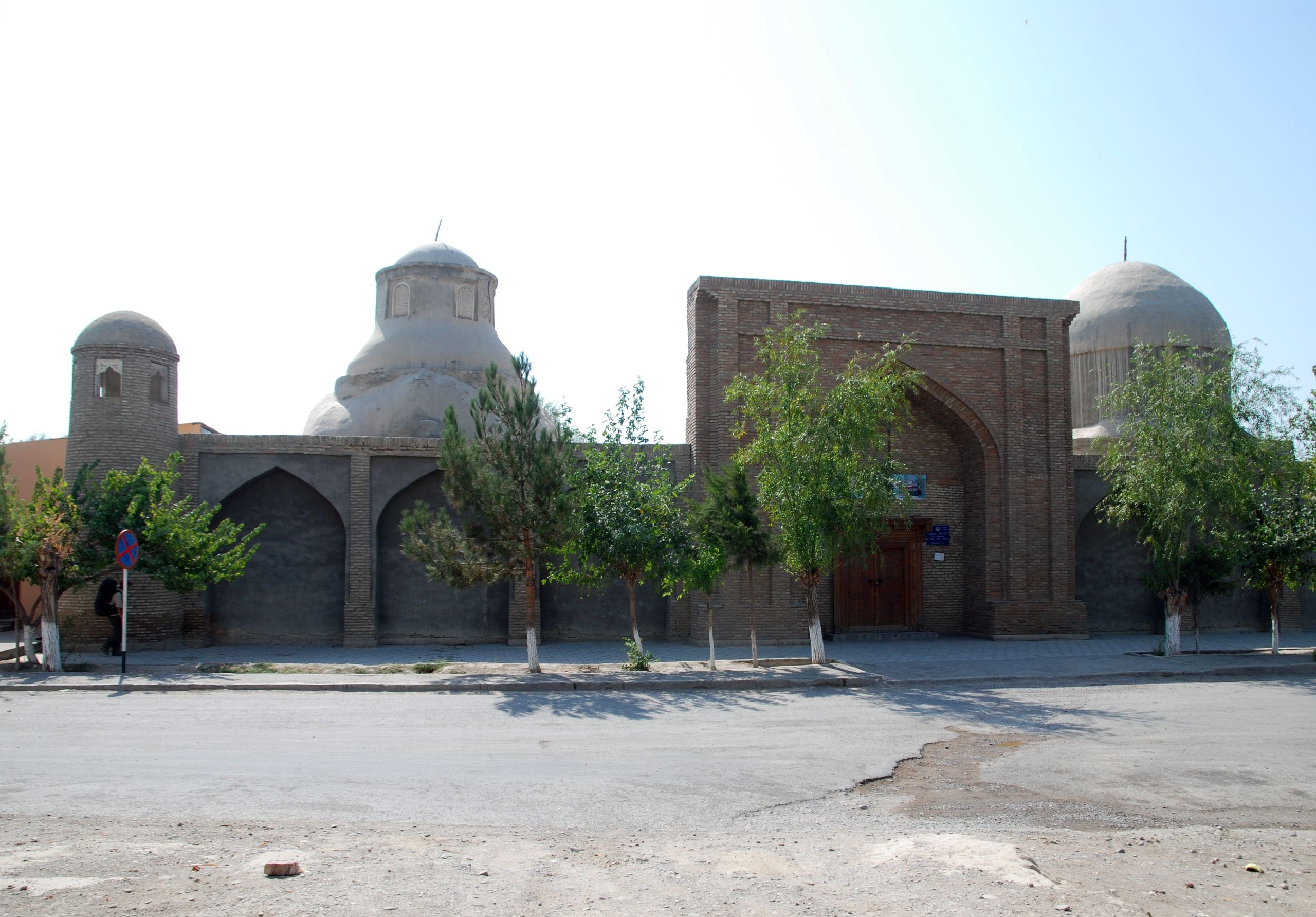
Fassade der Madrasa Oim

Das Geschäftszentrum der Stadt bildet der Markt an der Lenin-Straße mit einem Stadtpark und einigen Gartenrestaurants in der Nähe. Im Park steht ein Ziegelminarett vom Anfang des 20. Jahrhunderts. Es gibt ein bis zwei einfache Hotels an der Hauptstraße, ein als Kino genutztes Theater und eine Lehrerausbildungseinrichtung.
Sehenswert sind zwei Madrasas. 1914 gab es in Konibodom und den umliegenden Dörfern noch acht Madrasas, die zumeist aus dem 17. bis 19. Jahrhundert stammten. Während der Sowjetzeit wurden bis 1927 vier der acht Madrasas sowie viele Moscheen zerstört und die nicht zerstörten Gebäude zweckentfremdet. Nur die älteste von ihnen, die Madrasa Mir Radschab Dochdo (Mirradjab Dodho) aus dem 16. Jahrhundert, blieb in ihrem baulichen Zustand weitgehend erhalten. Sie befindet sich nördlich des Marktes und dient heute als Heimatmuseum. Die Madrasa von Oim liegt in einem dörflichen Wohnbezirk etwa vier Kilometer nördlich des Zentrums an der von der Aini-Straße abgehenden Saifuloew-Straße. Die im 16. oder 17. Jahrhundert erbaute Madrasa ist eine der wenigen islamischen Schulen in Zentralasien, die von einer Frau gegründet wurden. Sie enthält getrennte Bereiche für Mädchen und Jungen mit einer Reihe von Einzelräumen. In der sowjetischen Zeit diente die Madrasa ab 1941 als Gefängnis, später als Lager für einen landwirtschaftlichen Betrieb und als Umerziehungsstätte für Jungen. 1996 wurden die Gebäude grundlegend restauriert. Der Innenhof enthält einen gepflegten Garten. Die Anlage wird jedoch nicht genutzt und ist üblicherweise geschlossen.

## Wirtschaft und Umwelt
Die Wirtschaft konzentriert sich auf Baumwollverarbeitung, Textilindustrie, Viehzucht und Lebensmittelproduktion. Die 2011 nahe Konibodom und Isfara wieder aufgenommene Rohölförderung betrug 8600 Tonnen Öl und 4,3 Millionen Tonnen Erdgas in der ersten Jahreshälfte. Betreibergesellschaft ist Somon Oil, die zu 90 Prozent im Besitz der Schweizer Manas Petroleum ist. Viele der anderen, bereits erforschten Erdölvorkommen in Tadschikistan sind noch nicht erschlossen.
Der in der sowjetischen Zeit intensiv in Monokulturen betriebene Baumwollanbau hat zu einer Umweltverschmutzung mit Pestiziden geführt. Große Mengen an nicht mehr gebrauchten und heute verbotenen Pestiziden wurden zwischen 1973 und 1999 ohne Schutzvorkehrungen auf einer Deponie fünf Kilometer südlich des Stadtgebiets von Konibodom gelagert. Das unbewachte und nicht eingezäunte Pestizidlager nahe der Hausmülldeponie, das rund 4000 Tonnen DDT, Lindan und andere Giftstoffe enthält, stellt eine potentielle Umweltgefahr dar, weil es sich wenige Kilometer vom Syrdarja und dem Ferghanakanal entfernt befindet. Bei ungünstiger Windrichtung können giftige Stäube die Stadt erreichen.

## Söhne und Töchter der Stadt
- Kamil Jarmatow (1903–1978), Regisseur